# Wolfsberger Athletiksport-Club 2016-2017
Questa voce raccoglie le informazioni riguardanti il Wolfsberger Athletiksport-Club nelle competizioni ufficiali della stagione 2016-2017.

## Rosa
Rosa aggiornata al 31 luglio 2016
| N. |                         | Ruolo | Calciatore          |
| -- | ----------------------- | ----- | ------------------- |
| 1  | Austria (bandiera)      | P     | Christian Dobnik    |
| 4  | Filippine (bandiera)    | D     | Stephan Palla       |
| 6  | Burkina Faso (bandiera) | C     | Zakaria Sanogo      |
| 7  | Austria (bandiera)      | D     | Dario Baldauf       |
| 8  | Austria (bandiera)      | A     | Mihret Topčagić     |
| 9  | Svezia (bandiera)       | A     | Philip Hellquist    |
| 10 | Austria (bandiera)      | C     | Daniel Offenbacher  |
| 11 | Spagna (bandiera)       | C     | Jacobo Ynclán       |
| 14 | Austria (bandiera)      | A     | Philipp Prosenik    |
| 15 | Serbia (bandiera)       | D     | Nemanja Rnić        |
| 16 | Austria (bandiera)      | C     | Boris Hüttenbrenner |
| 17 | Slovenia (bandiera)     | A     | Tadej Trdina        |
| 18 | Austria (bandiera)      | D     | Michael Berger      |

| N. |                    | Ruolo | Calciatore             |
| -- | ------------------ | ----- | ---------------------- |
| 20 | Austria (bandiera) | C     | Christoph Rabitsch     |
| 21 | Austria (bandiera) | D     | Christian Klem         |
| 22 | Austria (bandiera) | C     | Benjamin Rosenberger   |
| 23 | Austria (bandiera) | C     | Peter Tschernegg       |
| 24 | Austria (bandiera) | C     | Christopher Wernitznig |
| 25 | Austria (bandiera) | D     | Joachim Standfest      |
| 26 | Austria (bandiera) | D     | Michael Sollbauer      |
| 27 | Austria (bandiera) | D     | Daniel Drescher        |
| 28 | Austria (bandiera) | D     | Thomas Zündel          |
| 29 | Austria (bandiera) | C     | Gerald Nutz            |
| 30 | Austria (bandiera) | P     | Rene Robitsch          |
| 31 | Austria (bandiera) | P     | Alexander Kofler       |
| 35 | Austria (bandiera) | P     | Raphael Sallinger      |